# تاريخ باربادوس

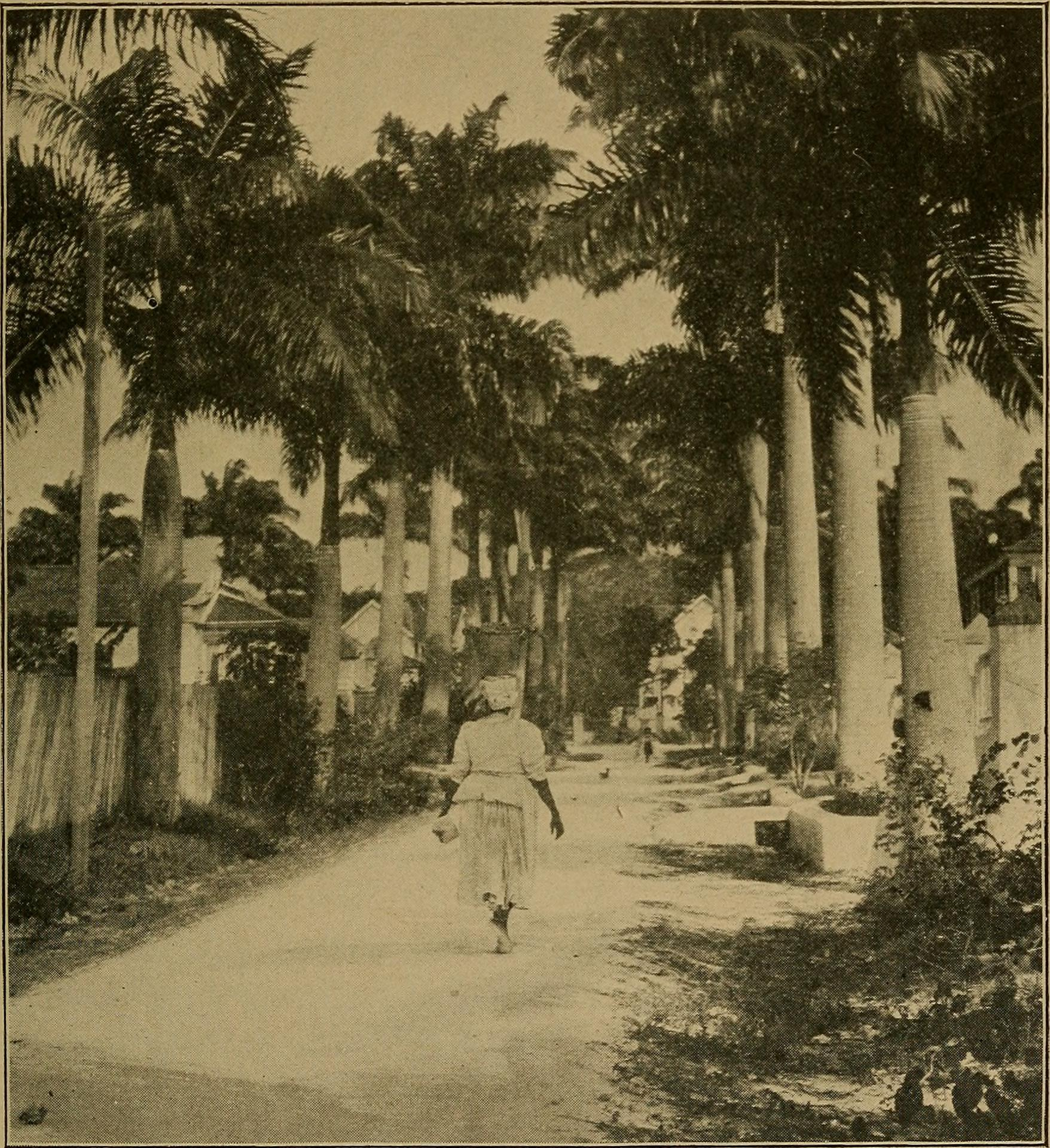
قصة وصفية لرحلة إلى جزر الهند الغربية وفنزويلا وبنما - تحتوي على آراء رئيس مجلس النواب حول الممتلكات الاستعمارية (1907)

تقع باربادوس، وهي دولة جزرية جنوب شرق البحر الكاريبي، على بعد نحو 100 ميل (160 كم) شرق سانت فينسنت والغرينادين. مثلثة الشكل تقريبًا، يبلغ طول الجزيرة نحو 20 ميلًا (32 كم) من الشمال الغربي إلى الجنوب الشرقي ونحو 15 ميلًا (25 كم) من الشرق إلى الغرب بأعرض نقاطها. بريدج تاون هي العاصمة وأكبر مدنها وتمثل أيضًا الميناء البحري الرئيس. سُكنت بربادوس من قبل سكانها الأصليين -الأراواك والكاليناجو- قبل الاستعمار الأوروبي للأمريكيتين في القرن السادس عشر. طالبت الإمبراطورية البرتغالية بباربادوس لفترة وجيزة من 1532 حتى 1620. كانت الجزيرة مستعمرةً إنجليزيةً ثم بريطانيةً من 1625 حتى 1966. منذ 1966، أصبحت ملكيةً دستوريةً وديمقراطيةً برلمانيةً على غرار نظام وستمنستر، وأصبحت إليزابيث الثانية، ملكة باربادوس، رأس الدولة.

## عصور ما قبل التاريخ
تقترح بعض الأدلة أن باربادوس استوطنت في الألفية الثانية قبل الميلاد، لكن الأدلة تقتصر على شظايا القدوم المصنوع من شفاه المحار التي عثر عليها مترافقة مع الأصداف التي يعود تاريخها وفقًا للكربون المشع إلى نحو 1630 قبل الميلاد. يعود تاريخ استيطان الهنود الحمر الموثق إلى ما بين 350 و650 م. كان الواصلون عبارة عن مجموعة تعرف باسم سالادويد-بارانكويد من البر الرئيسي لأمريكا الجنوبية. ظهرت الموجة الثانية من المستوطنين نحو العام 800 (أشار إليهم الإسبان باسم «الأراواك») وموجة ثالثة في منتصف القرن الثالث عشر (أُطلق عليهم اسم «الكاليناجو» من قبل الإسبان). كانت المجموعة الأخيرة أكثر تنظيمًا من الناحية السياسية وحكمت المجموعات الأخرى.[بحاجة لمصدر]

## التاريخ المبكر
كان البرتغاليون أول الأوروبيين الذين اكتشفوا الجزيرة. أطلق الملاح بيدرو إيه كامبوس عليها اسم أوس باربادوس (وتعني «ذوي اللحى»). أدت مهمات الإغارة المتكررة على العبيد التي قامت بها الإمبراطورية الإسبانية في أوائل القرن السادس عشر إلى انخفاض كبير في عدد السكان الهنود الحمر إلى درجة أنه بحلول عام 1541 ادعى كاتب إسباني أنها غير مأهولة بالسكان. أُسر الهنود الحمر ليُستخدموا عبيدًا من قبل الإسبان أو هربوا إلى جزر جبلية مجاورة يسهل الدفاع عنها.
بدأ الإنجليز والفرنسيون والهولنديون منذ نحو عام 1600 بتأسيس المستعمرات في البر الرئيسي لأمريكا الشمالية وفي الجزر الأصغر في الهند الغربية. على الرغم من زيارة البحارة الإسبان والبرتغاليين لباربادوس رست السفينة الإنجليزية الأولى في الجزيرة في 14 مايو 1625، وكانت إنجلترا هي الدولة الأوروبية الأولى التي أسست مستعمرة دائمة فيها منذ 1627. يُقال عمومًا إن إنجلترا قدمت مطالبتها الأولية بباربادوس في 1625 على الرغم من احتمال تقديم مطالبة سابقة في 1620. مع ذلك، أصبحت باربادوس منذ 1625 باسم ملك إنجلترا جيمس الأول. وجدت مستوطنات إنجليزية سابقة في الأمريكيتين (1607: جيمستاون، 1609: برمودا، 1620: مستعمرة بليموث) وطالب الإنجليز بعدة جزر من جزر ليوارد في نفس الوقت تقريبًا مع باربادوس (1623: سانت كيتس، 1628: نيفيس، 1632: مونتسرات، 1632: أنتيغوا). مع ذلك، نمت باربادوس بسرعة لتصبح ثالث أكبر مستوطنة إنجليزية في الأمريكيتين بسبب موقعها الشرقي الرئيسي.

## الاستيطان الإنجليزي المبكر
أُسست المستوطنة لتصبح مستعمرة يملكها ويمولها السير ويليام كورتين، تاجر من مدينة لندن حصل على حق ملكية باربادوس وعدة جزر أخرى. لذا كان المستعمرون الأوائل في الحقيقة عبارة عن مستأجرين تعود الكثير من أرباح عملهم إلى كورتين وشركته.
قاد القبطان جون باول السفينة الإنجليزية الأولى التي وصلت في 14 مايو 1625. بدأت المستوطنة الأولى في 17 فبراير 1627، بالقرب مما يعرف اليوم باسم هولتاون (جيمستاون سابقًا)، من قبل مجموعة يقودها شقيق جون باول الأصغر هنري ومؤلفة من 80 مستوطنًا و10 عمال إنجليز. كان هؤلاء عبيدًا تعاقديين شبانًا، مخطوفين وفقًا لبعض المصادر، ما جعل منهم فعليًا عبيد.
نُقلت ملكية كورتين إلى جيمس هاي، إيرل كارلايل الأول، فيما عُرف باسم «سرقة باربادوس الكبرى». اختارت كارلايل بعدها هنري هاولي حاكمًا لها والذي أسس مجلس النواب في 1639 في محاولة لإرضاء المزارعين الذين ربما كانوا ليعارضوا تعيينه المثير للجدل.
خلال الفترة بين 1640-1660، جذبت الهند الغربية أكثر من ثلثي العدد الإجمالي للمهاجرين الإنجليز إلى الأمريكيتين. مع حلول 1650، كان هناك 44000 مستوطنًا في الهند الغربية، في مقابل 12000 في تشيزبيك و23000 في نيو إنجلاند. كان معظم الواصلين الإنجليز عبيدًا تعاقديين. كانوا يُمنحون «مستحقات الحرية» بعد خمس سنوات من العمل والتي تبلغ نحو 10 جنيهات إسترلينية، عادةً على شكل بضائع. (قبل منتصف ثلاثينيات القرن السابع عشر، كانوا يحصلون أيضًا على 5-10 أفدنة من الأرض، لكن الجزيرة امتلأت بعد ذلك الوقت ولم يعد هناك المزيد من الأراضي الخالية). نُقل أيضًا عدد من المتمردين والمجرمين إلى هناك في وقت قريب من كرومويل. كان تيموثي ميد من وركشير أحد المتمردين المرسلين إلى باربادوس في ذلك الوقت، قبل أن يحصل على تعويض خدمة يبلغ 1000 فدان من الأرض في كارولاينا الشمالية في 1666. تُظهر سجلات الرعية من خمسينيات القرن السابع عشر، بالنسبة للسكان البيض، عدد وفياتٍ بلغ أربع أضعاف عدد الزيجات. كان معدل الوفيات عاليًا جدًا.
قبل ذلك، كان عماد اقتصاد المستعمرة الناشئة الصادرات المتزايدة للتبغ، لكن أسعار التبغ انخفضت في نهاية المطاف في ثلاثينيات القرن السابع عشر مع توسع إنتاج تشيزبيك.

## الحرب الأهلية في إنجلترا
في نفس الوقت تقريبًا، امتد القتال خلال حرب الممالك الثلاث وفترة خلو العرش إلى باربادوس ومياهها الإقليمية. لم تشارك الجزيرة في الحرب إلا بعد إعدام تشارلز الأول، عندما وقعت حكومة الجزيرة تحت سيطرة الملكيين (من المفارقات أن الحاكم فيليب بيل ظل وفيًا للبرلمان الإنجليزي بينما دعم مجلس نواب باربادوس، تحت تأثير همفري والروند، الملك تشارلز الثاني). في محاولة لإخضاع المستعمرة المتمردة للسيطرة، أصدر برلمان الكومنولث قانونًا في 3 أكتوبر 1650 يحظر التجارة بين إنجلترا وباربادوس، ونظرًا لأن الجزيرة كانت تتاجر أيضًا مع هولندا، أُصدرت المزيد من القوانين الملاحية التي تحظر تعامل أي سفن تجارية مع المستعمرات الهولندية، باستثناء السفن الإنجليزية. كانت هذه القوانين مقدمةً للحرب الإنجليزية الهولندية الأولى. أرسل الكومنولث الإنجليزي قوة غزو تحت قيادة السير غريغوري آيسكو، وصلت في أكتوبر 1651. بعد بعض المناوشات، استسلم الملكيون في مجلس النواب تحت قيادة اللورد ويلوبي. أُدرجت شروط الاستسلام في ميثاق باربادوس (معاهدة أويستنز) التي وُقعت في حانة ميرميد في أويستنز في 17 يناير 1652.

## قصب السكر والعبودية
بدأت زراعة قصب السكر في باربادوس في أربعينيات القرن السابع عشر بعد إدخالها في 1637 من قبل بيتر بلور. أُنتج مشروب الروم في البداية، لكن السكر أصبح محور الصناعة بحلول 1642. مع تطوره ليصبح المشروع التجاري الرئيس، قُسمت باربادوس إلى مزارع كبيرة حلت محل الأراضي المستأجرة الصغيرة للمستوطنين الإنجليز الأوائل، إذ طرد المزارعون الأثرياء الفقراء. انتقل بعض المزارعين المهجرين إلى المستعمرات الإنجليزية في أمريكا الشمالية، وأبرزها كارولاينا الجنوبية. جُلب الأفارقة السود -من غرب أفريقيا بشكل أساسي- ليعملوا بصفة عبيد في المزارع وبأعداد كبيرة بلغت ثلاثةً مقابل كل مزارع واحد. أصبحت المزارع بعد 1750 مملوكةً من قبل ملّاك غائبين يعيشون في بريطانيا ويديرها مدراء مأجورون. توقفت تجارة العبيد في 1807 وحُرر العبيد في 1834. عمل الكاثوليك المضطهدون القادمون من إيرلندا في المزارع أيضًا. كان متوسط العمر المتوقع للعبيد قصيرًا واشتُري البدائل سنويًا.